# National Rugby Championship
Il National Rugby Championship, anche NRC e noto per esigenze di sponsorizzazione come Buildcorp NRC, è il campionato nazionale professionistico australiano di rugby a 15.
Istituito nel 2014 dalla Australian Rugby Union con lo scopo di creare un campionato intermedio tra i vari tornei organizzati dalle Federazioni dei singoli Stati e il Super Rugby, competizione interconfederale riservata alle allora quattro franchise rappresentanti l'Australia in tale competizione, esso si disputa tra nove squadre provenienti da 5 Stati e Territori.
Esso fa seguito ai tentativi, durati ciascuno una sola stagione, di organizzare un campionato interstatale che videro la luce nel 2006 (Australian Provincial Championship) e 2007 (Australian Rugby Championship).

## Squadre partecipanti
| Squadre            | Franchise territoriale                                                |
| ------------------ | --------------------------------------------------------------------- |
| Brisbane City      | QRU / Reds                                                            |
| Canberra Vikings   | ACT and Southern NSW Rugby Union / Brumbies, Tuggeranong Vikings      |
| Fijian Drua        | Fiji Rugby Union                                                      |
| NSW Country Eagles | NSW Country Rugby Union, Sydney University, Eastern Suburbs, Randwick |
| Melbourne Rising   | VRU / Rebels                                                          |
| Western Force      | WA / Western Force                                                    |
| Queensland Country | QRU / Reds                                                            |
| North Harbour Rays | Gordon, Manly, Northern Suburbs, Warringah                            |

### Ex partecipanti
- Sydney Stars (2014, 2015)
- Perth Spirit (2014, 2015, 2016, 2017)
- Greater Sydney Rams (2014, 2015, 2016, 2017)

## Albo d'oro
| Squadra            | Vittorie       | Finalista            |
| ------------------ | -------------- | -------------------- |
| Brisbane City      | 2 (2014, 2015) | 0                    |
| Perth Spirit       | 1 (2016)       | 1 (2014)             |
| Queensland Country | 1 (2017)       | 1 (2018)             |
| Fijian Drua        | 1 (2018)       | 0                    |
| Western Force      | 1 (2019)       | 0                    |
| Canberra Vikings   | 0              | 3 (2015, 2017, 2019) |
| NSW Country        | 0              | 1 (2016)             |

| Anno | N° partecipanti | Finale             | Finale    | Finale             |
| Anno | N° partecipanti | Vincitore          | Risultato | Finalista          |
| ---- | --------------- | ------------------ | --------- | ------------------ |
| 2014 | 9               | Brisbane City      | 37-26     | Perth Spirit       |
| 2015 | 9               | Brisbane City      | 21-10     | Canberra Vikings   |
| 2016 | 8               | Perth Spirit       | 20-16     | NSW Country        |
| 2017 | 9               | Queensland Country | 42-28     | Canberra Vikings   |
| 2018 | 8               | Fijian Drua        | 36-26     | Queensland Country |
| 2019 | 8               | Western Force      | 41-3      | Canberra Vikings   |